# 三井明子
三井 明子（みつい あきこ）は、日本のコピーライター。

## 人物
1968年静岡県生まれ。武蔵野美術大学短期大学部卒業。
中学校の美術教員、電通派遣社員、職業訓練校のコピーライター養成講座訓練生、化粧品メーカーコーセー宣伝部コピーライターなどを経て、ADKホールディングス所属。夫はCMプランナーの福里真一。

## 主な仕事
- Walk.23区キャンペーン（オンワード樫山23区）
- 着がえよう。キャンペーン（オンワード樫山企業広告）
- ヤクルトの実力を軽くみていませんか。（ヤクルト本社企業広告）
- 肌でとるコラーゲン。（ウテナ）
- ジーノ薬用育毛剤シリーズ　シリーズ広告（味の素）
- カルピス　シリーズ広告（カルピス）

## 主な受賞
TCC賞、TCC新人賞、ACCゴールド賞、アドフェスト賞グランプリ、ロンドン広告賞シルバー、ニューヨークフェスティバル賞シルバー、クリエイター・オブ・ザ・イヤー賞メダリスト他。